# Conognatha brevicollis
Conognatha brevicollis es una especie de escarabajo del género Conognatha, familia Buprestidae. Fue descrita científicamente por Kirsch en 1866.